# Mayumi Someya
Pour les articles homonymes, voir Someya.
Mayumi Someya est une karatéka japonaise. Elle a remporté une médaille de bronze en kumite individuel féminin moins de 61 kg aux championnats du monde de karaté 2014 à Brême.
Elle est médaillée d'argent en kumite par équipes aux Championnats du monde de karaté 2018 à Madrid.